# Salomon Leclercq
Salomon Leclercq né Guillaume-Nicolas-Louis Leclercq (Boulogne-sur-Mer, 14 novembre 1745 - Paris, 2 septembre 1792) est un frère des écoles chrétiennes martyr lors des massacres de la prison des Carmes et reconnu saint par l'Église catholique. Il est le premier saint martyr de la Révolution française.

## Biographie

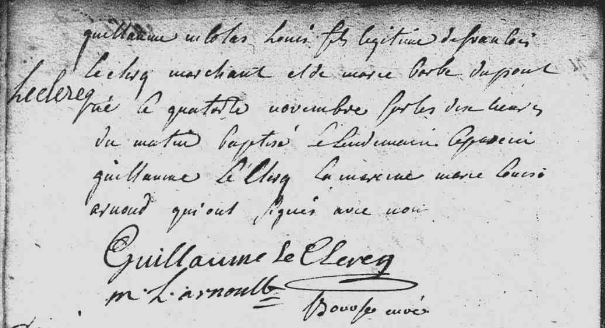
Acte de baptême de Nicolas Leclercq le 15 novembre 1745 en l'église Saint-Nicolas à Boulogne-sur-Mer (Pas-de-Calais).

Né le 14 novembre 1745 à Boulogne-sur-Mer, Nicolas Leclercq est baptisé le lendemain en l'église Saint-Nicolas de cette ville. Ses parents sont commerçants dans la basse ville de Boulogne.
En 1710, Jean-Baptiste de La Salle est appelé par l'évêque Pierre de Langle pour venir à Boulogne organiser les premières classes des Frères des écoles chrétiennes. Connaissant quelques difficultés en 1728, l'école demande le soutien de l'échevinage. Elle recevra en 1730 un hommage par l'Hôpital Général.
Les Frères vont devenir la nouvelle référence de la ville et en 1744 ouvrent une classe spéciale commerciale pour couronner le cycle d'études, le cursus de Nicolas.
Nicolas, après ses études à La Salle de Boulogne dans la ville basse, devient en 1761 pour peu de temps employé de commerce. Mais le port de Boulogne connait des difficultés liées à ses activités commerciales (la France est en guerre  depuis 1758), et il change d'activité.
Nicolas part en 1766 pour un séjour de trois mois à Paris, puis il rejoint l'Institut des Frères. Il entre au noviciat des Frères des Écoles Chrétiennes, situé à Saint-Yon près de Rouen, le 25 mars 1767, et prend le nom de frère Salomon, et fait sa prise d'habit le jour de l'Ascension, il enseigne à l'école Saint-Godard confiée aux frères à Rouen. La classe située à la base d'une ancienne tour du château de Philippe Auguste n'a pas de fenêtre et ne reçoit le jour que lorsque la porte reste ouverte.
Le frère Salomon va gravir les échelons, commence son scolasticat à Maréville (Lorraine) le 10 septembre 1770, puis fait sa profession religieuse le 28 mai 1772.
À Maréville, il devient sous-directeur en mai 1772, directeur en novembre 1773 puis procureur jusqu'en juin 1781; il fait alors son scolasticat supérieur à Saint-Yvon jusqu'en mars 1782 et devient professeur des jeunes frères à la maison-mère à Melun .
En 1790, la constitution civile du clergé donne à l'État le contrôle sur l'Église de France. Les prêtres et les religieux doivent prêter serment de fidélité à la Constitution sous peine d'exil, d'emprisonnement et même de mort. La plupart des Frères refusent et doivent abandonner leurs écoles et leurs communautés et se cacher, l'institut des frères des écoles chrétiennes n'ayant plus de statut légal.

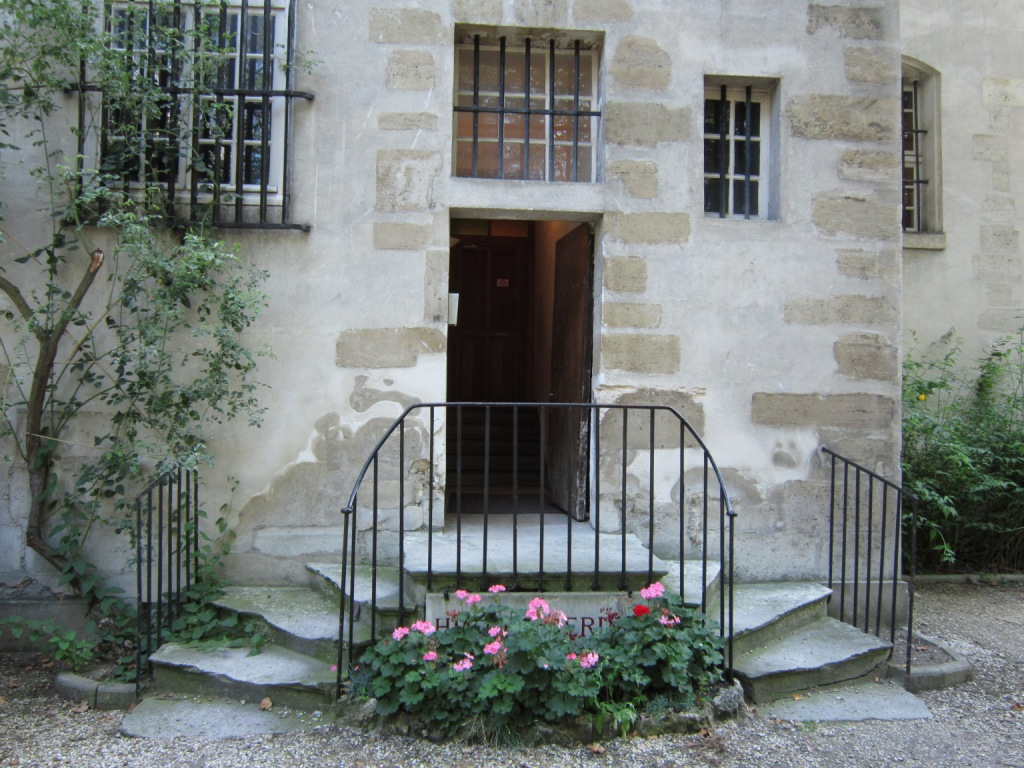
Escalier des martyrs.

Le frère Salomon est, à partir de 1787, secrétaire du frère Agathon, supérieur général, après avoir été enseignant, directeur, économe. Ayant refusé de prêter le serment, il vit seul à Paris dans la clandestinité. Il reste de lui de nombreuses lettres qu'il écrit alors à sa famille. La toute dernière est datée du 15 août 1792. Ce même jour, il est arrêté et enfermé au couvent des Carmes devenu prison, avec de nombreux évêques, prêtres et religieux. Le 2 septembre, la presque totalité des prisonniers est massacrée à coups d'épées dans les locaux et le jardin du couvent.

## Béatification et canonisation
Il est béatifié le 17 octobre 1926 par le pape Pie XI, avec 190 de ses compagnons de martyre. Il est alors le premier martyr et aussi le premier béatifié chez les frères des écoles chrétiennes.
Sa fête est célébrée le 2 septembre. On y a joint celle des frères, martyrs des pontons de Rochefort, morts deux ou trois ans plus tard.
En 2007, Maria Alejandra Hernandez est mordue par un serpent venimeux et les médecins estiment que ses chances de survie sont faibles. On prie alors frère Salomon dont une image orne la chapelle des sœurs qui hébergent l'enfant. En 2011, le diocèse de Caracas reconnaît la guérison inexpliquée de Maria.
Le 10 mai 2016 est rendu public le décret de la congrégation pour les causes des saints reconnaissant ce miracle dû à son intercession, ouvrant ainsi la voie à sa canonisation. Celle-ci est célébrée à Rome par le pape François, avec six autres saints, dont Elisabeth de la Trinité, le dimanche 16 octobre 2016.